# Teoría de las ventanas rotas

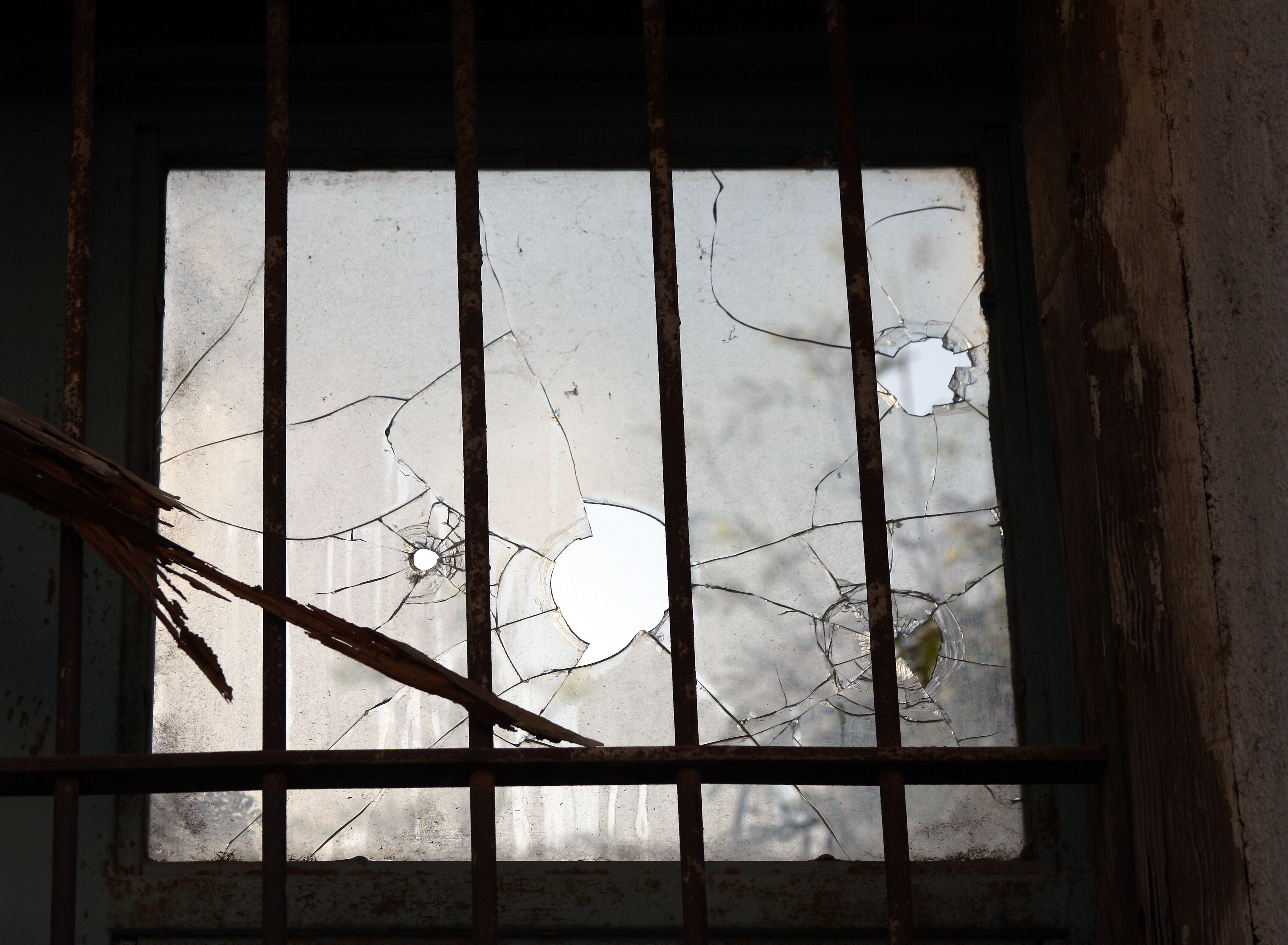
Ventana con cristales rotos

En criminología, la teoría de las ventanas rotas sostiene que los signos visibles de la delincuencia, el comportamiento antisocial y los disturbios civiles crean un entorno urbano que fomenta la delincuencia y el desorden, incluidos los delitos graves. Sugiere que los métodos policiales que se centran en atacar los delitos menores, como el vandalismo, la vagancia, el consumo de alcohol en público, el cruce incorrecto de peatones y la evasión de tarifas, ayudan a crear una atmósfera de orden y legalidad.
Fue introducida en un artículo de 1982 por los científicos sociales James Q. Wilson y George L. Kelling y fue popularizada en la década de 1990 por el comisario de la policía de la ciudad de Nueva York William Bratton y el alcalde Rudy Giuliani, cuyas políticas policiales se vieron influidas por la teoría. 
La teoría se convirtió en objeto de un gran debate tanto dentro de las ciencias sociales como en la esfera pública. La política de ventanas rotas se ha asociado a prácticas policiales controvertidas, como el elevado uso de la detención arbitraria y cacheo en la ciudad de Nueva York hasta el año 2013. En respuesta, James Q. Wilson y George Kelling han escrito que la teoría de la ventanas rotas no debe ser tratada como "tolerancia cero" o "con fanatismo", sino como un método que requiere "una cuidadosa formación, directrices y supervisión" y una relación positiva con las comunidades, vinculándola así a la policía comunitaria.

## El libro
Arreglando Ventanas Rotas, por George L. Kelling y Catherine Coles, es un libro de criminología y sociología urbana publicado en 1996, que habla acerca del crimen y las estrategias para contenerlo o eliminarlo de vecindarios urbanos. El libro está basado en un artículo titulado Ventanas Rotas de James Q. Wilson y George L. Kelling, que apareció en la edición de marzo de 1982 de The Atlantic Monthly. El título del libro viene del siguiente ejemplo:

Consideren un edificio con una ventana rota. Si la ventana no se repara, los vándalos tenderán a romper unas cuantas más. Finalmente, quizás hasta irrumpan en el edificio; y, si está abandonado, es posible que lo ocupen ellos y que prendan fuego dentro.

O consideren una acera o una banqueta: se acumula algo de basura; pronto, más basura se va acumulando; con el tiempo, la gente acaba dejando bolsas de basura de restaurantes de comida rápida o hasta asaltando coches.

Una buena estrategia para prevenir el vandalismo, dicen los autores del libro, es arreglar los problemas cuando aún son pequeños. Repara las ventanas rotas en un período corto, digamos un día o una semana, y la tendencia es que será menos probable que los vándalos rompan más ventanas o hagan más daños. Limpia las aceras todos los días, y la tendencia será que la basura no se acumule (o que la basura acumulada sea mucho menor). Los problemas no se intensifican y se evita que los residentes huyan del vecindario.
Entonces, la teoría hace dos hipótesis: 1) que los crímenes menores y el comportamiento antisocial disminuirán, y 2) que los crímenes de primer grado, como resultado, se prevendrán. Las críticas tienden a enfocarse únicamente en la segunda hipótesis.

## Estructura
De acuerdo con Sousa, Kelling y Wagers, esta teoría se compone de ocho ideas principales:
1. Existe una relación directa entre desorden y miedo al delito.
2. La policía y las personas que transitan por la calle acuerdan de forma indirecta y mediante su actuación, las normas o reglas para el correcto funcionamiento de esa calle.
3. Existe diferencia entre barrios en cuanto a estas reglas de la calle.
4. Si el espacio urbano se encuentra desatendido, la comunidad no controlará ese espacio.
5. Sin el control de esa comunidad, es más probable que esa zona acabe siendo terreno de delitos y delincuentes.
6. Para mantener el orden, la policía debe impulsar la comunicación comunitaria, y por tanto el control informal.
7. Crea más problemas en una zona la acumulación de diferentes individuos problemáticos que la presencia de personas individuales.
8. Cada barrio tiene capacidades diferentes para evitar el desorden.

## La teoría en acción
El autor del libro, George L. Kelling, fue contratado como consultor para el Departamento de Tránsito de la Ciudad de Nueva York en 1985, y David Gunn implementó medidas robustas para probar la teoría de las ventanas rotas. El grafiti fue enfocado intensamente, y el sistema del metro fue limpiado línea por línea y coche por coche de 1984 hasta 1990. Kelling también ha sido contratado como consultor por la policía de Los Ángeles y por el Departamento de Policía de Boston.
En 1990, William J. Bratton fue nombrado jefe del Departamento de Tránsito de la Ciudad de Nueva York. Bratton describió a George L. Kelling como su "mentor intelectual", e implementó tolerancia cero a la evasión de multas, métodos de procesamiento de arrestos más sencillos e investigación de antecedentes en cualquier persona arrestada. El alcalde republicano Rudy Giuliani adoptó también esta medida, de manera más firme, en la ciudad de Nueva York, desde su elección en 1993, bajo los programas de "tolerancia cero" y "calidad de vida".
Así que, la política de "tolerancia cero" de Giuliani fue parte de un conjunto más amplio de reformas, muchas de las cuales ya estaban avanzando desde 1985. Giuliani hizo que la policía fuera más estricta con las evasiones de pasaje en el metro, detuvo a los que bebían y orinaban en la vía pública y a los "limpia parabrisas" que limpiaban los vidrios de los coches y demandaban remuneración por el servicio. Las tasas de crímenes, menores y mayores, se redujeron significativamente, y continuaron disminuyendo durante los siguientes diez años.
En Albuquerque, Nuevo México, se obtuvo un resultado similar a finales de 1990 con el programa de Calles Seguras. Operando bajo la premisa de que la gente del Oeste de Estados Unidos utiliza los caminos de la misma manera que la gente del este utiliza el metro, los desarrolladores del programa razonaron que la falta de leyes en los caminos tenía el mismo efecto que los problemas individuales de los metros en Nueva York. Este programa fue extensamente revisado por NHTSA y se publicó un estudio.
Como actuación preventiva, en los años 90, en ciudades españolas como Marbella se mejoró estéticamente zonas de la ciudad que estaban más estropeadas y se aumentó el control policial en ciertas conductas, como la mendicidad, la prostitución, la venta de drogas… Con esto se pretendía que los ciudadanos se encontraran más seguros en la calle y que aumentara su opinión favorable acerca de la policía. Se logró reducir la delincuencia, pero también hubo muchas críticas por la persecución de ciertos grupos de personas, como los inmigrantes ilegales que encontraban en la venta callejera su único medio para subsistir. Además, se plantea que no es una solución en sí misma ya que crea más problemas al introducir estas infracciones en las ordenanzas municipales y puede afectar negativamente a la convivencia.

## Críticas
Los críticos apuntan al hecho de que las tasas de crímenes también bajaron en muchas otras ciudades de EE. UU. durante 1990, tanto en las que adoptaran políticas de "tolerancia cero" como en las que no.
Asimismo, otros críticos, como Loic Wacquant en su libro "Las cárceles de la miseria" (2000) han argumentado que los efectos de la política de "tolerancia cero" ha servido de escudo legal para prácticas discriminatorias hacia los afrodescendientes en Nueva York, así como una manera de direccionar los aspectos más represivos de las prácticas policiales hacia los barrios más pobres de la ciudad. Wacquant argumenta que la "tolerancia cero" no se aplica contra los delitos informáticos o económicos (cometidos por individuos pertenecientes a clases pudientes), sino que sirve para criminalizar y restringir los derechos legales de los ciudadanos más pobres de la ciudad, representativo de lo cual son prácticas como el "stop and catch" que da el privilegio a la policía de requisar y detener a quien desee, basado muchas veces en estereotipos raciales o de clase.
Otros estudios resaltan que los efectos de "tolerancia cero" en los crímenes de primer grado son difíciles de desasociar de otras iniciativas que ocurrieron durante el mismo periodo. Estas iniciativas fueron: 
- Las reformas policíacas descritas anteriormente.
- Programas que le dieron trabajo a más de 500 000 en un momento de auge económico.[cita requerida]
- Cupones para alojamiento que le permitieron a familias de escasos recursos trasladarse a mejores vecindarios. [cita requerida]

Explicaciones alternativas que han sido promocionadas incluyen:
- La disminución de la epidemia al crack.[9]
- El crecimiento sin relación en la población de las prisiones debido a las Leyes de droga de Rockefeller.[9]
- Que el número de hombres entre 16 y 24 años estaba disminuyendo debido a cambios demográficos y a que el aborto se legalizó.[10]

Entre académicos, David Thacher (profesor asistente del Departamento de Planeación Pública Urbana y Policiaca de la Universidad de Míchigan) dijo en un artículo de 2004 que:

...las ciencias sociales no han sido amables con la teoría de las ventanas rotas. Varios académicos han re-analizado los estudios iniciales que parecían soportarla ... Otros presionaron con nuevos y más sofisticados estudios de la relación entre desorden y crimen. El más prominente entre ellos concluye que la relación entre desorden y crímenes de primer grado es modesta, e incluso que esa relación es el producto de fuerzas sociales más fundamentales.

Thacher continua diciendo que estas críticas a la teoría de las ventanas rotas todavía no han desacreditado a las políticas del mantenimiento del orden con los políticos o con el público en general.
En el libro Más Armas, Menos Crimen (University of Chicago Press, 2000), el economista John Lott, Jr. examinó el uso de la teoría de las ventanas rotas y las políticas policiacas orientadas a la resolución de problemas y la comunidad en ciudades con población mayor a 10,000 personas durante dos décadas. Encontró que el impacto de estas políticas no era consistente entre diferentes tipos de crímenes. Describió el patrón como casi "aleatorio". Lott encontró que estas medidas estaban en realidad asociadas con el asesinato y el robo de automóviles y el aumento de las violaciones y la caída de hurto. El aumento de las tasas de detención, políticas que afirman el proceso de contratación policiaca y las leyes que permitían una mejor aplicación de las leyes eran mucho más importantes para explicar los cambios en las tasas de delincuencia.
En el libro Freakonomics, el economista Steven D. Levitt y el coautor Stephen J. Dubner ponen en duda la noción de que la teoría fuera la única responsable de la caída de la criminalidad en Nueva York. Los autores notaron que antes de 1990 el aborto fue legalizado y que las mujeres que estaban menos preparadas para educar niños (las pobres, adictas e inestables) pudieron obtener abortos, así que el número de niños nacidos en familias disfuncionales fue decreciendo. La mayoría de los crímenes en Nueva York son cometidos por hombres entre 16 y 24 años; cuando este grupo demográfico decreció, la tasa de crímenes le siguió.
Sin embargo, el columnista Steve Sailer señaló algunas fallas en el análisis de Levitt y Dubner; refutaciones de su análisis también aparecieron en publicaciones de The Wall Street Journal y The Economist. La primera cita a economistas del Banco de la Reserva General de Boston, quienes afirmaron que "no hay bases estadísticas para creer que los hipotéticos jóvenes que fueron abortados como fetos hubieran sido más propensos a cometer crímenes si hubieran llegado a la edad adulta que los jóvenes reales que sí nacieron." También, el asesinato entre aquellas generaciones donde se permitía el aborto (Roe contra Wade) era, en algunos estados, 3.1 veces mayor que en las generaciones nacidas antes de la legalización del aborto. Estos datos muestran que el crimen aumentó después de la legalización del aborto, contradiciendo las conclusiones de Levitt y Dubner. Además, el aumento en las tasas de encarcelamiento también tiene que ver con la reducción en las tasas de criminalidad discutidas por Levitt y Dubner; las vicisitudes del crack también están relacionadas con el aumento y la disminución de las tasas de criminalidad del periodo en discusión.[cita requerida]
En la edición de invierno de 2006 de Law Review de la Universidad de Chicago, Bernard Harcourt y Jens Ludwig buscaron en el programa del Departamento de Desarrollo Urbano y de Vivienda que trasladó a inquilinos del centro de la ciudad de Nueva York a vecindarios más ordenados. La teoría de las ventanas rotas sugeriría que estos inquilinos cometerían menos crímenes en su nueva ubicación, debido a las condiciones más estables en las calles. Harcourt y Ludwig encontraron en cambio que los inquilinos continuaron cometiendo el mismo número de crímenes.
En un estudio posterior, en 2007, llamado "Reefer Madness" en la revista Criminología y Política Pública, Harcourt y Ludwig encontraron más evidencia confirmando que la reversión promedial explica de manera completa los cambios en las tasas de criminalidad en los diferentes precintos de Nueva York durante 1990.

## En desarrollo de software
Andrew Hunt y David Thomas utilizan la teoría de las ventanas rotas como una metáfora para evitar la entropía en el desarrollo de software. El término también ha ido encontrando su lugar en el desarrollo de sitios web.